# Reiner Eichenberger

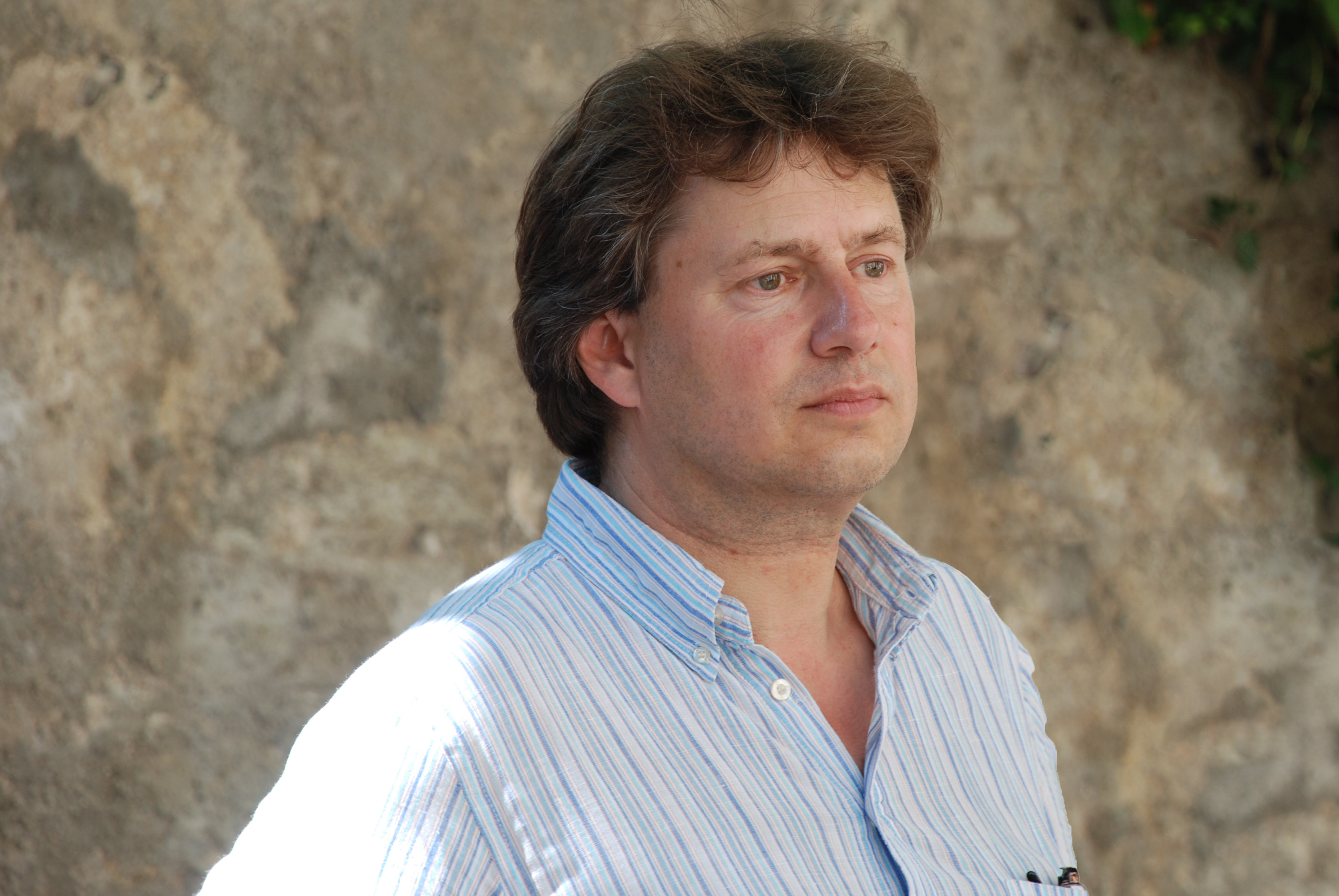
Reiner Eichenberger 2010

Reinhard «Reiner» Eichenberger (* 1. Juli 1961 in Zürich) ist ein Schweizer Wirtschaftswissenschaftler. Er ist ordentlicher Professor für Theorie der Finanz- und Wirtschaftspolitik an der Universität Freiburg in der Schweiz und Forschungsdirektor des CREMA (Center for Research in Economics, Management, and the Arts).

## Leben
Eichenberger schloss das Studium der Ökonomie in Zürich 1986 ab. Es folgten die Promotion (1991) und Habilitation (1998) in Volkswirtschaftslehre an der Universität Zürich. Er war von 1984 bis 1991 wissenschaftlicher Assistent am Institut für Empirische Wirtschaftsforschung der Universität Zürich bei Bruno Frey und Peter Zweifel. Von 1991 bis 1998 forschte er als wissenschaftlicher Mitarbeiter am Institut für Empirische Wirtschaftsforschung der Universität Zürich. Er ist seit November 1998, als Nachfolger von Walter Wittmann, Inhaber des Lehrstuhls für Theorie der Finanz- und Wirtschaftspolitik an der Universität Freiburg.
Er ist Mitherausgeber der internationalen wirtschaftswissenschaftlichen Zeitschrift Kyklos und Mitglied der Eidgenössischen Kommunikationskommission (ComCom). Bis Ende 2006 war er nebenamtlicher Richter in der Eidgenössischen Rekurskommission für Wettbewerbsfragen. Er entwickelte zusammen mit Bruno Frey das Konzept der FOCJ. Seine Spezialgebiete sind Wirtschafts- und Finanzpolitik, ökonomische Analyse des politischen Prozesses und politischer Institutionen, Deregulierung der Politik, Verbindung Ökonomie und Psychologie. Er ist Mitglied des Kuratoriums des Vereins Mehr Demokratie und Mitglied des Stiftungsrates der Max Schmidheiny-Stiftung.
Reiner Eichenberger ist verheiratet und hat zwei Töchter. Die Familie lebt am Zürichsee.

## Thesen und politisch-mediale Resonanz
Eichenberger wird oft in schweizerischen Medien interviewt und verfasst zahlreiche Artikel (u. a. NZZ, Basler Zeitung, Handelszeitung). Gemäss der Schweizer Mediendatenbank von 2022 erschien sein Name in den letzten eineinhalb Jahren in über 590 Pressebeiträgen. Das Wirtschaftsmagazin Bilanz wählte ihn 2010 auf Platz 5 der einflussreichsten Schweizer Ökonomen. Die Neue Zürcher Zeitung wählte ihn von 2016 bis 2018 und von 2021 bis 2022 auf Platz 2 der einflussreichsten Ökonomen in der Schweiz. 2015 belegte er Platz 4.
Während der COVID-19-Pandemie in der Schweiz und weltweit sprach sich Eichenberger aus Kostengründen für eine Durchseuchung eines Grossteils der Bevölkerung im Sinne der umstrittenen Herdenimmunitätstheorie aus und wurde dafür von den Gesundheitsbehörden heftig kritisiert. Neben dem Vorschlag zur Durchseuchung der Bevölkerung fand auch seine fehlerhafte Berechnung mediale Verbreitung, dass Autofahren der Gesellschaft weniger Schaden zufüge als Velofahren. Kernprämisse der Berechnung war, dass Velofahrende sich rein carnivor von Rindfilet ernähren würden und Fahrzeuge des motorisierten Individualverkehrs mit typischerweise 4–5 Personen besetzt wären.  Die Schweizerische Volkspartei beauftragt Eichenberger für Gutachten und Konferenzen. Auf Kritik, ob er als Wissenschaftler an Konferenzen wie „Die Schmarotzer-Politik der links-grünen Städte“ teilnehmen sollte, entgegnet Eichenberger, dass solche Titel nicht sein Stil seien, aber die Diskussion beleben würden.

## Veröffentlichungen (Auswahl)
- mit Bruno S. Frey: Bessere Politik durch Föderalismus und direkte Demokratie. In: Carsten Herrmann-Pillath, Otto Schlecht, Horst Friedrich Wünsche (Hrsg.): Marktwirtschaft als Aufgabe. Ludwig-Erhard-Stiftung. Fischer, Stuttgart 1994, S. 773–787.
- mit Bruno S. Frey: Competition among Jurisdictions: The Idea of FOCJ. In: Lüder Gerken (Hrsg.): Competition among Institutions. Macmillan, London 1995, S. 209–229.
- mit B. S. Frey: The New Democratic Federalism for Europe – Functional, Overlapping and Competing Jurisdictions. Edward Elgar Publishing, Cheltenham 1999.